# Abbazia di Pontida
L'abbazia di Pontida, altrimenti nota anche come monastero di San Giacomo Maggiore, si trova nel territorio dell'omonimo comune in provincia di Bergamo. Si tratta di un complesso monastico benedettino fondato da Alberto da Prezzate nell'XI secolo, divenuto priorato cluniacense, con la chiesa parrocchiale.

## Storia
Alberto da Prezzate, noto così dal toponimo del presunto luogo di origine, appartenente a un'importante e potente famiglia comitale bergamasca di probabili origini longobarde, fondò l'abbazia nel 1076, inserendola, nella vasta rete abbaziale che faceva capo a Cluny nel terreno non coltivato di un certo Andegarno, confinante con terreni dei signori di Besana e dello stesso Alberto, sul confine orientale della diocesi di Milano. Il periodo era favorevole, se Milano subiva gli scontri violenti con i patarini, a Bergamo era morto il vescovo Attone da Vimercate e nell'ottobre del 1077 era stato nominato Arnolfo, della famiglia di capitaneale di Guido da Landriano, promettendo un periodo tranquillo. Il monastero ebbe un ruolo centrale nell'affermazione della Congregazione cluniacense sul territorio lombardo, proprio per volontà e contributo di Alberto, egli, infatti, fondò anche l'abbazia di Sant'Egidio, XI secolo. Alberto fu nominato priore maggiore di Pontida e di conseguenza divenne vicario dell'abate di Cluny per tutti i priorati lombardi. Già nel marzo del 1081, pur risultando l'abbazia ancora in costruzione, vi abitavano, oltre ad Alberto, altri monaci. Molte risultano essere le donazioni per la sua edificazione nei suoi primi anni.
L'abbazia trae origine da un piccolo edificio ecclesiale, originariamente dedicato alla Madonna, ai santi Giacomo, Bassiano e Nicola e poi intitolato a san Giacomo il Maggiore donato da Alberto assieme ad altri beni ai monaci cluniacensi. L'edificicio fu consacrato dal vescovo Ottone di Imola il 6 aprile 1095, ossia una manciata di mesi prima della morte di Alberto.

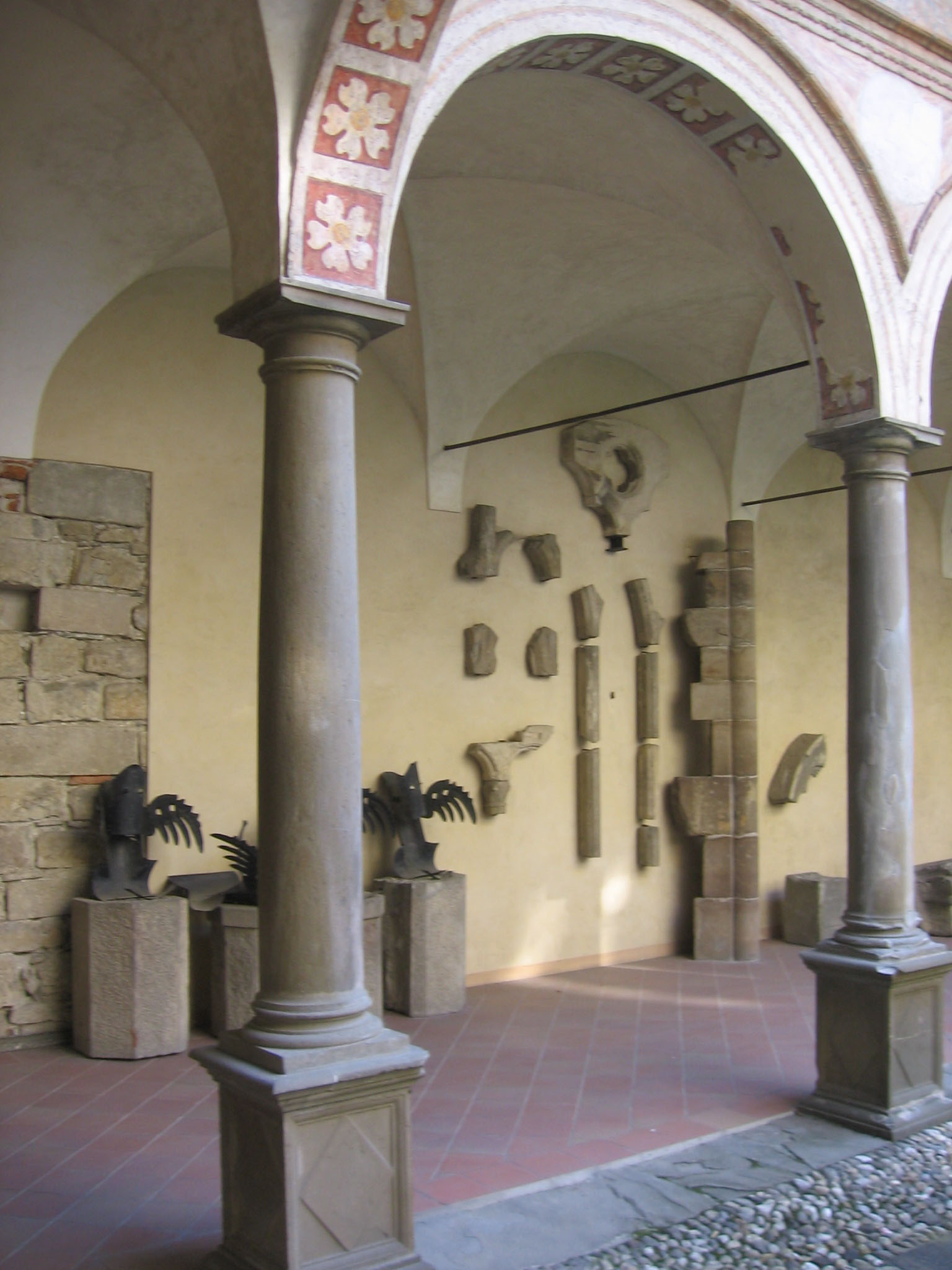
Dettaglio del chiostro

Per un lungo periodo il monastero fu luogo di importanti attività sia culturali che economiche malgrado le guerre che devastavano i territori lombardi. Il monastero ebbe fin dalle origini un grande sviluppo, specialmente sotto la gestione di Teubaldo da Vimercate, inizi del XII secolo, che grazie alla sua vicinanza politica al comune di Milano ebbe numerosi benefici tanto da potere essere ampliato nel 1118. Nel 1122 l'abate Ponzio di Melgue di Cluny si ribellò a papa Callisto II crearono all'interno nei monasteri cluniacensi il desiderio di una gestione autonoma, anche per non pagare più il censo a Cluny. La cosa divenne anche più impellente dopo la morte di Pietro il Venerabile nel 1156. Nel medesimo anno la città di Bergamo perse la guerra contro Brescia, ottenendo però dal vescovo Girardo da Bonate la protezione sui monasteri e il diritto di coniare le monete. In questo modo il monastero fu riparato dalla distruzione.
Secondo una tradizione non confermata storicamente, il 7 aprile 1166 nel monastero si sarebbero stipulati gli accordi della I° Lega Lombarda tra i rappresentanti delle città lombarde tanto voluta da papa Alessandro III e già annunciata a Tommaso Becket, arcivescovo di Canterbury, dal cardinale Ottone di Brescia nel 1165, come confederationem autem si futura est in proximo audiemus, finalizzata alla lotta armata contro il Sacro Romano Impero di Federico Barbarossa.
Nel 1296 il monastero fu dato in commenda da papa Bonifacio VIII al cardinale Guglielmo Longhi che realizzò molti lavori di ricostruzione e ampliamento della chiesa e del monastero con i grandi chiostri. Malgrado non vi siano testimonianze ancora visibili di questa sua ricostruzione viene citata come mirun opus.
Il periodo di decadenza del monastero iniziò con le lotte tra i guelfi e i ghibellini che coinvolsero tutta la bergamasca. Il monastero nel 1320 fu occupato dal podestà di Bergamo che fece uscire i monaci, i quali si dovettero spostare nell'Hospedale di Bergamo. La città dichiarò la sua ribellione all'occupazione viscontea operata da Bernabò Visconti, e il monastero di Pontida fu occupato dai ribelli. Le rivolte culminarono nel grave danneggiamento del monastero, operato nel settembre del 1373 dallo stesso Bernabò allo scopo sia di sedare le rivolte pedemontane di coloro non volevano sottostare alla sua signoria, sia di vendicare la morte di Ambrogio Visconti. I locali divennero sede militare, ma solo dopo lo spostamento dell'importante reliquia del braccio di san Giacomo a Milano con molti arredi e la ricca biblioteca.
Il complesso fu ristrutturato dopo il 1491, quando il monastero passò all'ordine di san Benedetto di San Giustina da Padova il 26 settembre del medesimo da papa Alessandro VI in accordo con la Venezia  Il documento che sanciva la fine dell'antico ordine cluniacense fu redatto il 17 ottobre 1491.
Seguì un nuovo periodo di sviluppo e di ampliamenti che portò alla costruzione di due chiostri (costruiti a cavallo tra Quattrocento e Cinquecento) e di nuovi locali come la sala capitolare. Nel 1575 la commenda dell'abbazia di Pontida e del priorato di Fontanella veniva ceduta alla Basilica di San Marco di Venezia.
La florida vita del monastero fu bruscamente interrotta durante il periodo napoleonico, quando un decreto datato 1798 sancì la soppressione e la conseguente dispersione di beni e clero. L'abbazia di Pontida entrò così in un nuovo stato di decadenza fino al 1910, quando fu affidata nuovamente ai benedettini che ne curarono lo sviluppo materiale e liturgico.
La chiesa abbaziale fu elevata al rango di basilica minore da papa Pio XI nell'aprile del 1911. Il restauro del 1914 fu curato da Elia Fornoni.
Tutto il complesso è stato restaurato nel 1995 dall'abate Giustino Farnedi (1990-2003) in occasione del IX centenario della morte del fondatore sant'Alberto.

## Descrizione

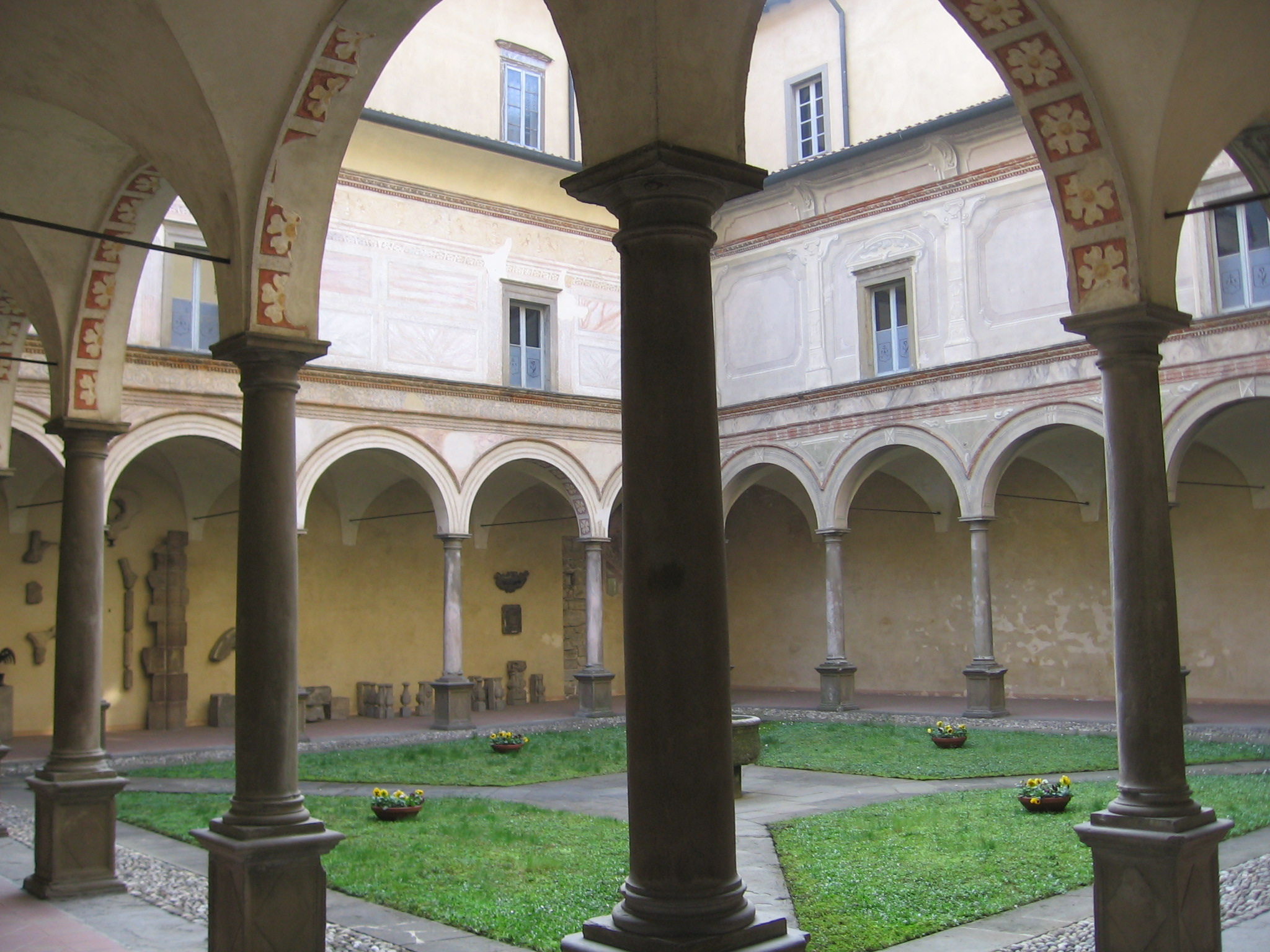
Il chiostro inferiore

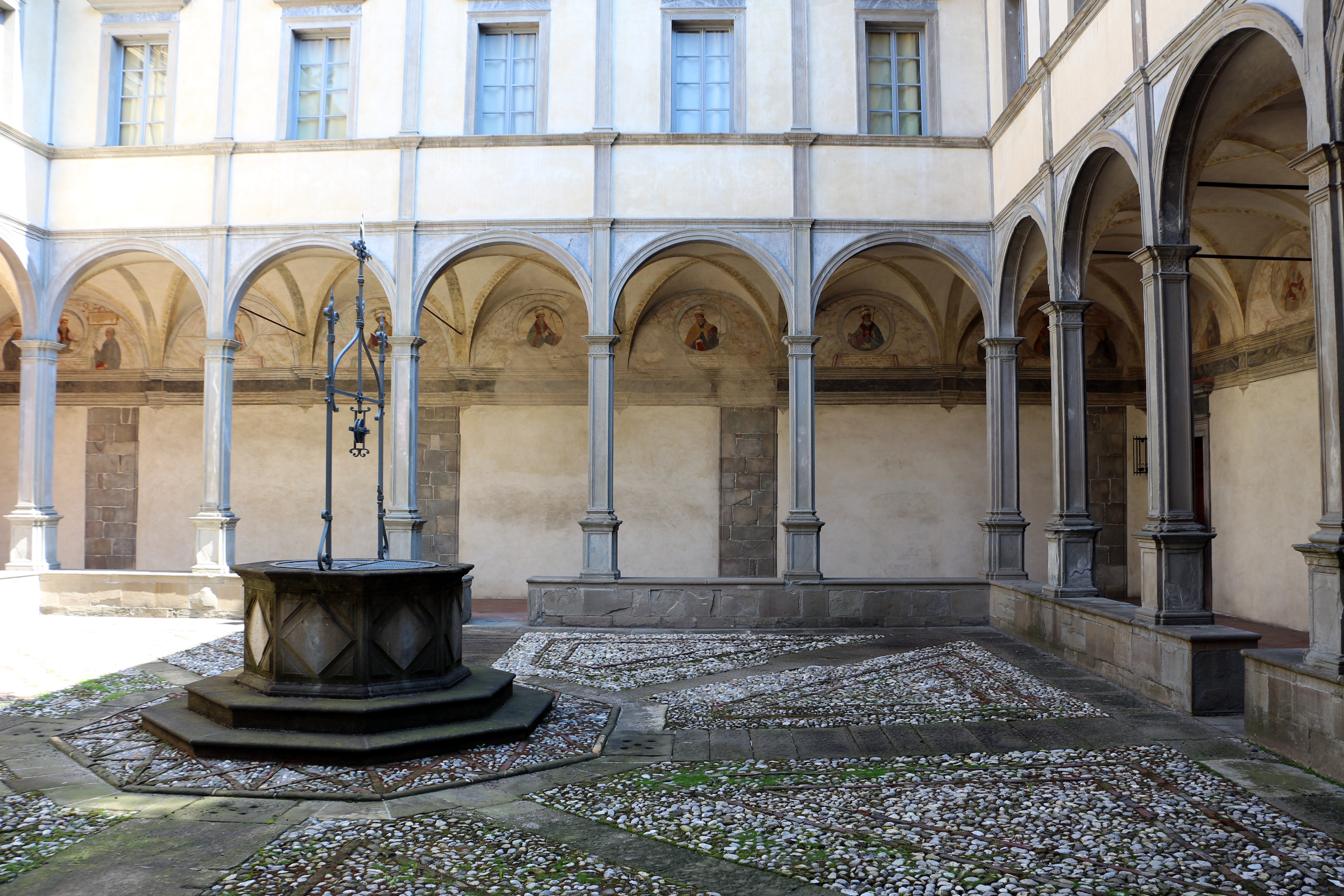
Il chiostro superiore

La struttura abbaziale originariamente fu edificata nell'architettura lombardo-cluniacense, di cui rimangono solo poche tracce. L'abbazia fu, infatti, oggetto nel corso dei secoli di diversi interventi manutentivi, di ristrutturazione e di ampliamento che ne hanno stravolto l'assetto originario di cui nulla è rimasto se non lo stile gotico interno, in netto contrasto filologico con l'aspetto neoclassico della facciata del 1830. Della chiesa originale del 1310 rimangono pochi muri e qualche capitello, nonché resti della tomba del santo fondatore, poi diventato l'altare maggiore della chiesa.
La struttura risale essenzialmente al periodo rinascimentale in cui furono eseguiti importanti opere di restauro, ivi compresa la costruzione del campanile, il quale dal 1826 porta sulla cuspide la statua girevole di san Giacomo. Dieci anni prima, la stessa torre campanaria era stata oggetto di un intervento di ristrutturazione che aveva comportato un aumento di altezza.
All'interno della chiesa, la parete destra del presbiterio ospita una serie di pannelli scolpiti che già corredavano il sepolcro di Alberto da Prezzate. In uno dei pannelli, il santo fondatore dell'abbazia è rappresentato in compagnia dei santi Benedetto e Giacomo alla destra di una mandorla contenente il Cristo Pantocratore, al quale san Michele offre l'anima di Alberto, da sottoporre alla pesatura raffigurata in un altro pannello.
Nel chiostro, che ingentilisce l'intera struttura piuttosto massiccia, trovano posto alcuni capitelli già facenti parte dell'originaria struttura romanica.
La sala capitolare, al cui interno trovano posto antiche sepolture dei monaci, conserva importanti affreschi del XVI secolo eseguiti da Antonio Marinoni con i suoi figli. Per la costruzione del chiostro fu contattato Andrea Moroni che risulta il 24 settembre 1524 residente nel monastero.

## Museo

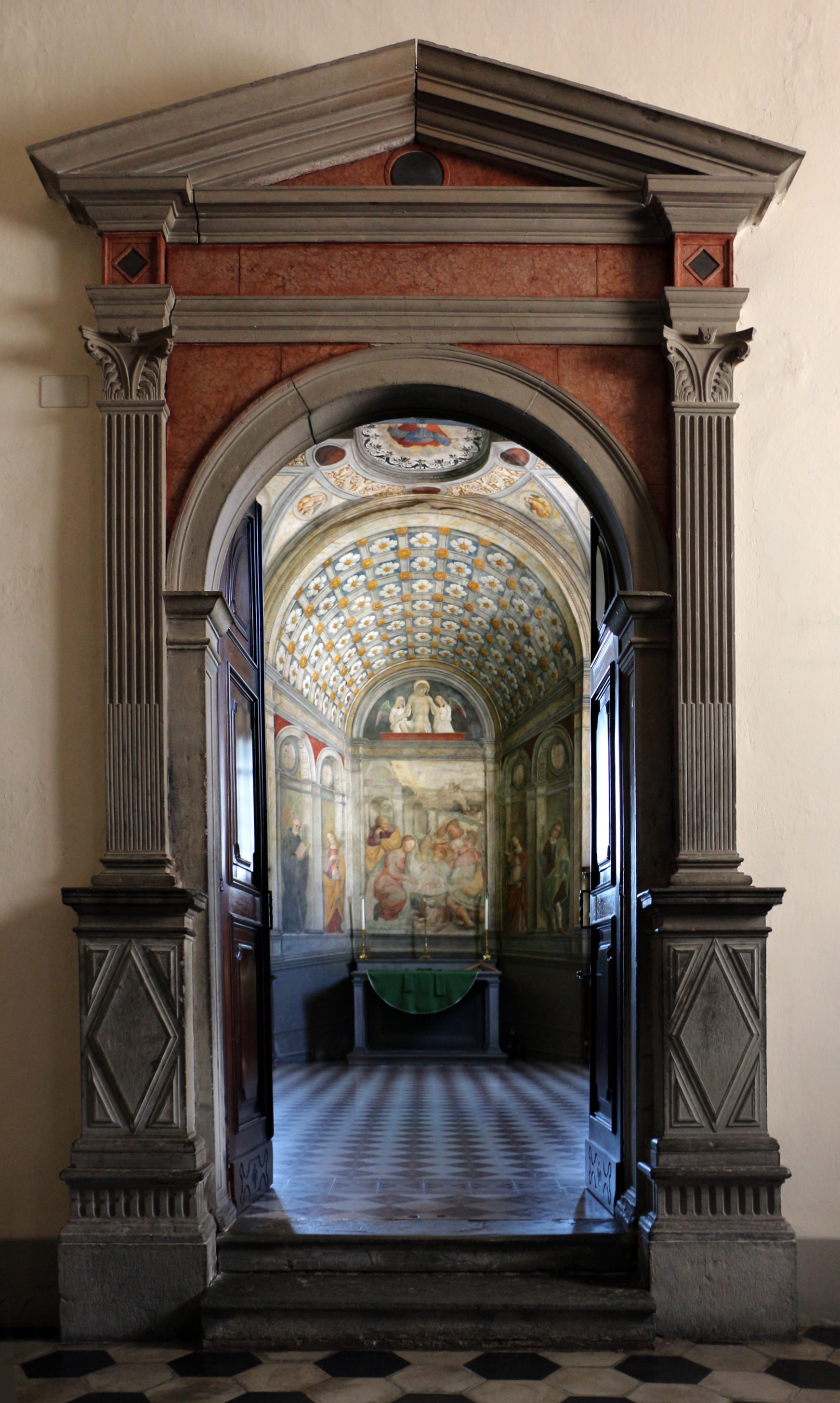
La sagrestia

Nel complesso è stato creato nel 1976 un piccolo museo che espone alcuni pregevoli reperti provenienti dalla primitiva abbazia, voluta da Alberto da Prezzate, e resti di quella trecentesca ampliata dal cardinale Guglielmo Longhi.
Nel museo sono esposti oltre al polittico del XV secolo di anonimo raffigurante una Madonna col Bambino, il trittico raffigurante la Madonna della Misericordia e i santi Giovanni Battista e Gerolamo, la Madonna in Gloria di Luca Martinelli, San Benedetto di Carlo Ceresa oltre a una pala cinquecentesca, La Pentecoste, di incerta attribuzione.
Assieme alle opere pittoriche sono esposte alcune stampe e dei cimeli di arte sacra, tra cui la pala Pontecoste opera eseguita nella bottega dei Marinoni di Desenzano al Serio.

## Giuramento di Pontida
Secondo la tradizione, di cui per altro non vi è riscontro storico, si sarebbe tenuto, il 7 aprile 1167, presso l'abbazia il famoso giuramento di Pontida da cui nacque la Lega Lombarda in opposizione all'imperatore Federico Barbarossa. L'episodio è menzionato in una lapide posta sulla facciata della chiesa, epigrafe realizzata tuttavia solamente nel corso del XIX secolo.

### Atti
- Francesco G. B. Trolese (a cura di), Il monachesimo italiano nell'età comunale, atti del IV. Convegno di studi storici sull'Italia benedettina, Abbazia di S. Giacomo Maggiore, Pontida, 3-6 settembre 1995.